# اولد یونیون (آرکانزاس)
اولد یونیون (به انگلیسی: Old Union) یک منطقهٔ مسکونی در ایالات متحده آمریکا است که در آرکانزاس واقع شده است. اولد یونیون ۶۴٫۹۲ متر بالاتر از سطح دریا قرار دارد.